# 神先朔也
神先 朔也（かんざき さくや、2005年（平成17年）10月7日 - ）は、日本の子役。 クラージュ・キッズ所属。

## 出演

### テレビドラマ
- 緊急取調室 第7話（2014年、テレビ朝日） - 時任拓真 役
- 連続テレビ小説 マッサン（2014年 - 2015年、NHK） - 亀山政春（少年期） 役　　さくた